# 関東鉄道つくば北営業所

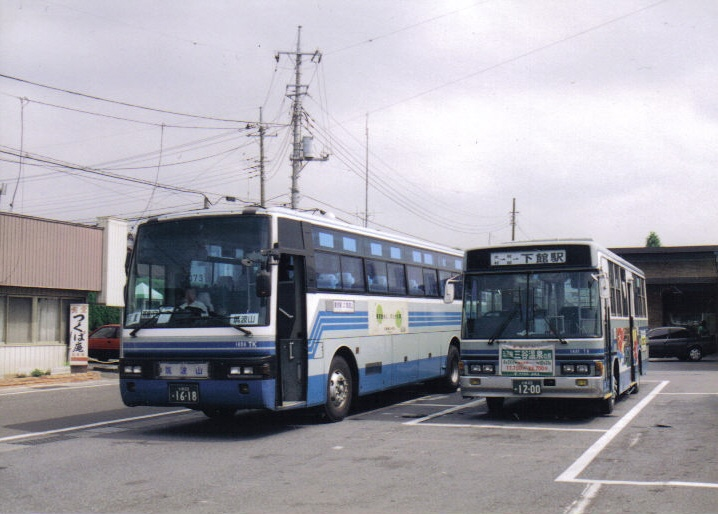
1999年8月、当時運転されていた「ニューつくばね号」と、下館駅行きの一般路線バス

関東鉄道つくば北営業所（かんとうてつどうつくばきたえいぎょうしょ）は、茨城県つくば市沼田に所在する関東鉄道の路線バス営業所。本項では営業所に併設するバスターミナルの筑波山口についても解説する。

## 概要

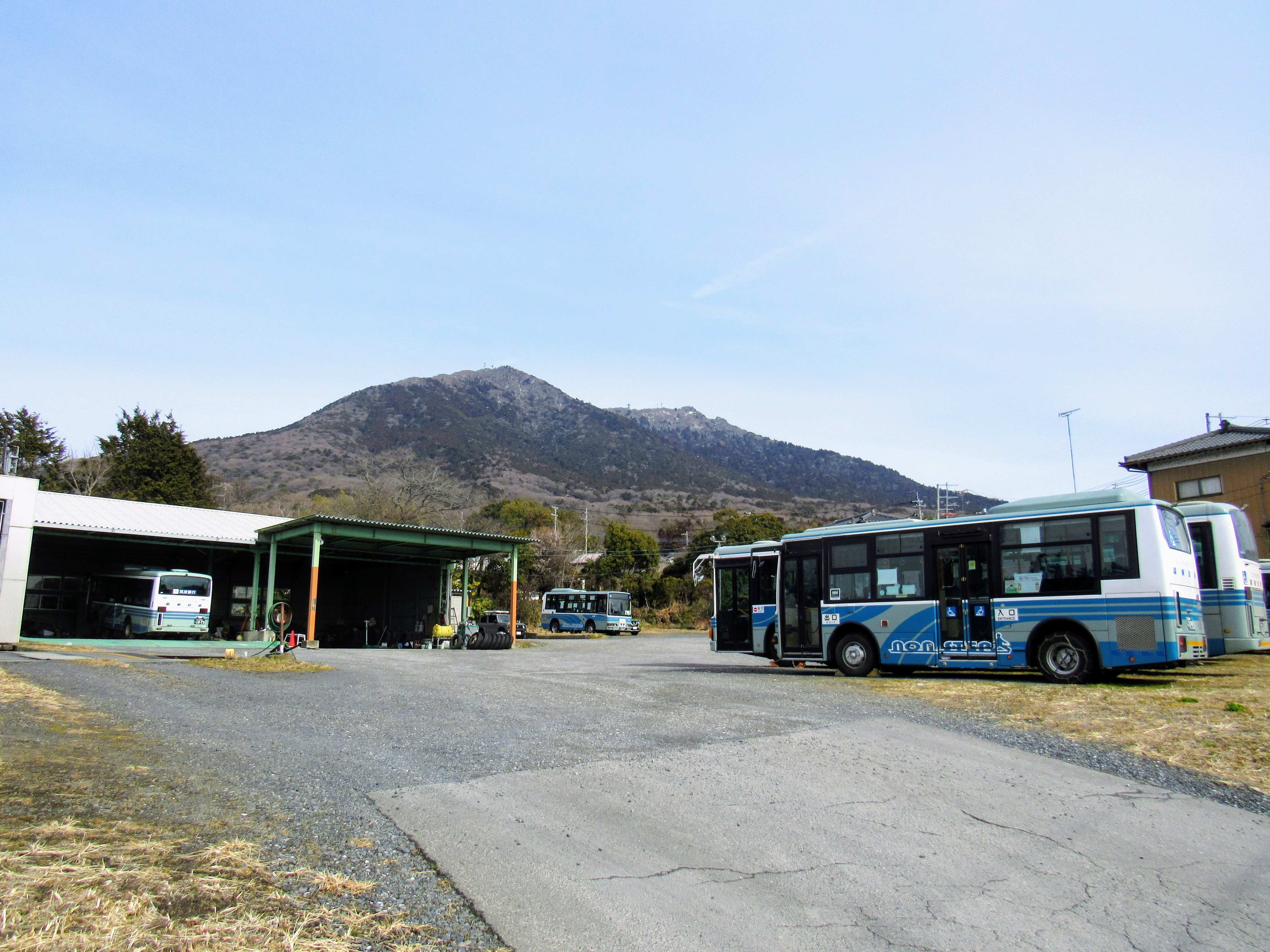
つくば北車庫（敷地外より撮影）

「筑波営業所」として開業、後に改称し「つくば北営業所」となる。一時期「つくば中央営業所つくば北車庫」に格下げされていた。
営業所の事務所は、筑波鉄道筑波線の廃止に伴い廃駅となった旧筑波駅の駅舎を改装したものである。車庫自体は少し離れた場所にあるが、発着系統の減少によりスペースに余裕が出来たことから一部をバスの停泊施設として使用しており、給油設備も設置されている。

## 運行路線

### 一般路線
- 土浦駅 - 筑波山口線
- 土浦駅 - 下妻駅線
- 筑波山シャトルバス

の3路線を担当（共同運行を含む）している｡

### コミュニティバスつくバス
- 北部シャトル
- 小田シャトル
- 作岡シャトル
- 吉沼シャトル
- 上郷シャトル

を担当している。つくバスについてはつくバス#運転系統を参照。

#### 土浦駅 - 筑波山口線

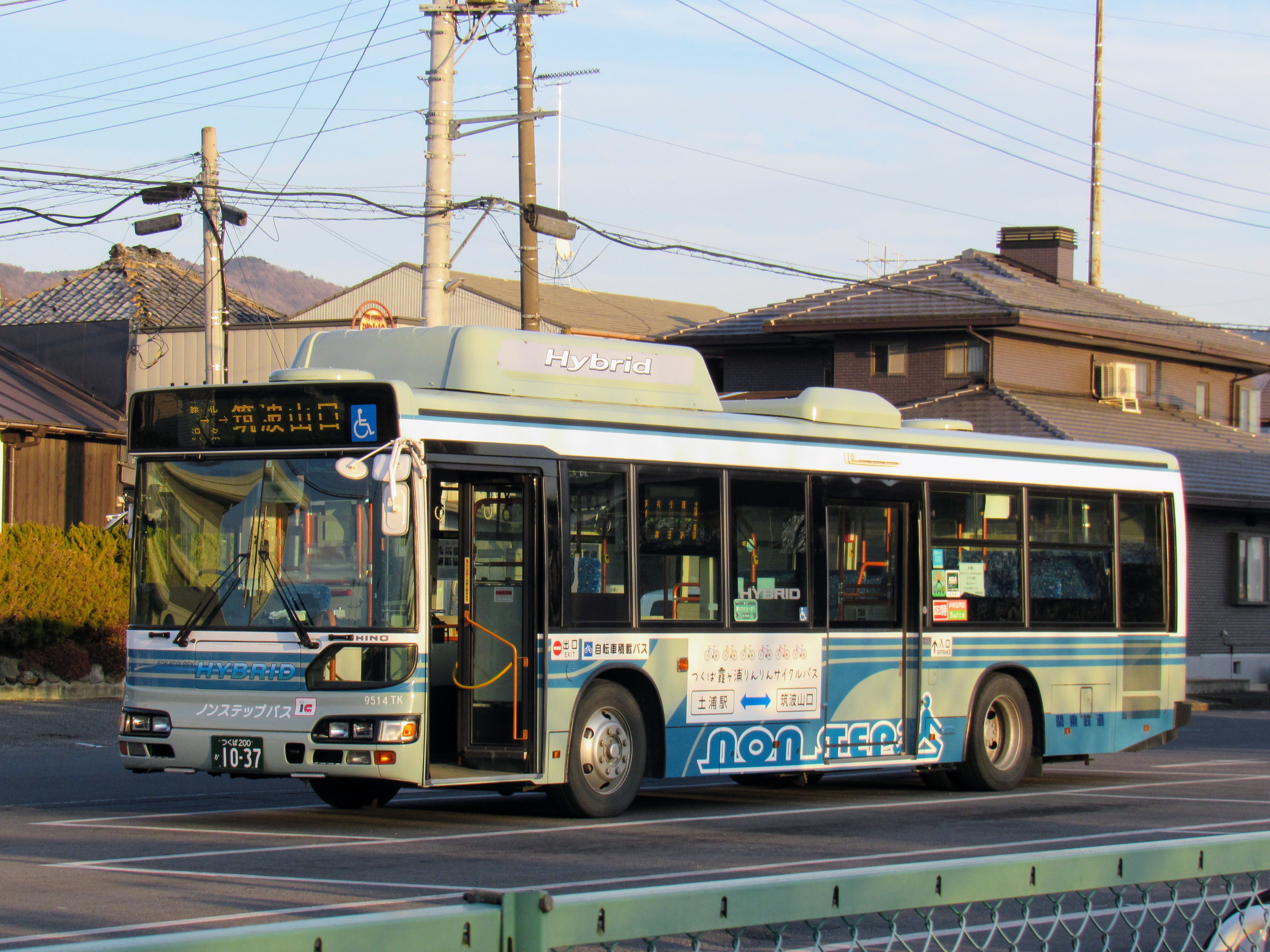
つくば霞ヶ浦りんりんサイクルバス

- 筑波山口  - （沼田） - つくばワンワンランド - 北条 - 北条仲町 - 北条駅入口 - 大池東 - 小田 - 宝篋山入口 - 下大島 - 高岡 - 藤沢  - （さん・あぴお） -  東筑波新治工業団地入口 - 中並木 - 土浦工高前 - 土浦一高前 - 亀城公園前 - 川口町 - 土浦駅

1987年に廃止された筑波鉄道筑波線の土浦駅 - 筑波駅間にほぼ沿う。区間便の土浦駅 - 高岡発着便は主に土浦営業所の管轄となっている。
筑波駅はかつて鉄道による筑波山アクセスの玄関口であり、旧筑波線の廃止以降は当バス路線がその代替手段となっていたが、2005年に東京都千代田区の秋葉原駅とつくば駅を結ぶつくばエクスプレスが開業し、つくば駅（つくばセンター）と筑波山方面を結ぶシャトルバスの運行が開始されたため観光路線としての役割は薄まった。2021年11月1日より、平日の土浦駅 - 筑波山口間2往復と、土休日の土浦駅 - 筑波山口間3往復および土浦駅 - 高岡間1往復は｢つくば霞ヶ浦りんりんサイクルバス｣として運用される。

#### 下妻駅 - 土浦駅線
- 下妻駅 - 二高前 - イオンモール下妻入口 - 高道祖 - 寺具 - 作谷 - 明石 - 田中 - 北条 - 北条仲町 - 北条駅入口 - 大池東 - 小田 - 宝篋山入口 - 下大島 - 高岡 - 藤沢十字路 - 東筑波新治工業団地入口 - 中並木 - 土浦工業高校前 - 土浦一高前 - 亀城公園前 - 川口町 - 土浦駅

下妻車庫との共同運行路線。朝の土浦駅始発から1往復を担当している｡筑波山南麓を東西に横切る路線で、筑波山口バスターミナルを経由しない。北条三差路バス停から土浦駅までの区間で土浦駅 - 筑波山口線と重複する。

#### 筑波山シャトルバス

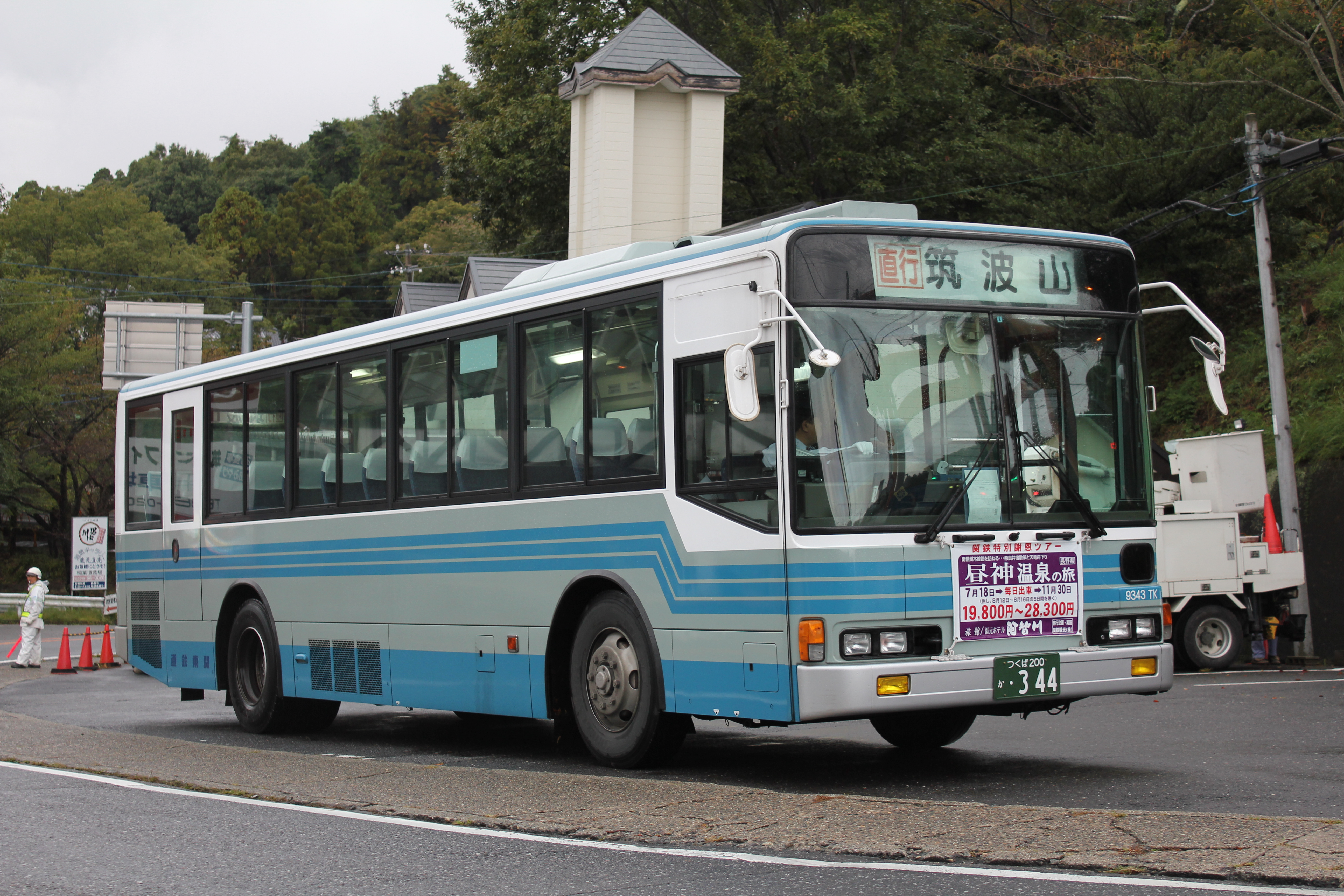
筑波山シャトルバス

- つくばセンター - 沼田 - 筑波山神社入口 - つつじヶ丘

筑波山中腹へ向かう観光客に特化した直通路線である。停留所は上4か所のみだが、筑波山梅まつりの時期（おおむね2月-3月）のみ、筑波梅林近くの「梅林入口」停留所に停車する（つくばセンター行きの便の乗車のみ可能）。
2005年8月のつくばエクスプレス（以下、「TX」とする）開業当初は、TX線上の各駅から筑波山中腹に直通する定期バスを設けなかったが、TXを利用して筑波山を訪れようとする観光客が予想を大きく上回ったため、会員制の貸切バスとして運行を開始し、その後定期化した新しい路線である。現在はTXと合わせて利用できる乗車券が発売されるなど、観光地である筑波山への主要なアクセス手段として年間を通し利用客が多い。特に筑波山梅まつり（おおむね2月-3月）の時期や筑波山もみじ祭り（おおむね11月）の時期に多く、各営業所から応援を呼び増車対応をしている。
2011年の筑波山口 - つつじヶ丘線廃止（後述）と同時に沼田停留所にも停車を開始。沼田停留所と筑波山口バスターミナルとの間（約200メートル）を徒歩で移動することにより、相互の発着便間で乗り換えが可能である。また同時に筑波山神社入口 - つつじヶ丘間のみの乗車が出来ない規則（いわゆるクローズドドアシステム）を撤廃し、全停留所相互間での利用が可能となった。
また、通常時は夜間・深夜便の運行は行われないが、毎年大晦日限定でつくばセンター発23:00の便が臨時運行される。

## 廃止路線
以前は下館・真壁・岩瀬・下妻方面のローカル線も多数有した。以下は主要な廃止路線のみ。

### 筑波山口 - 筑波山線

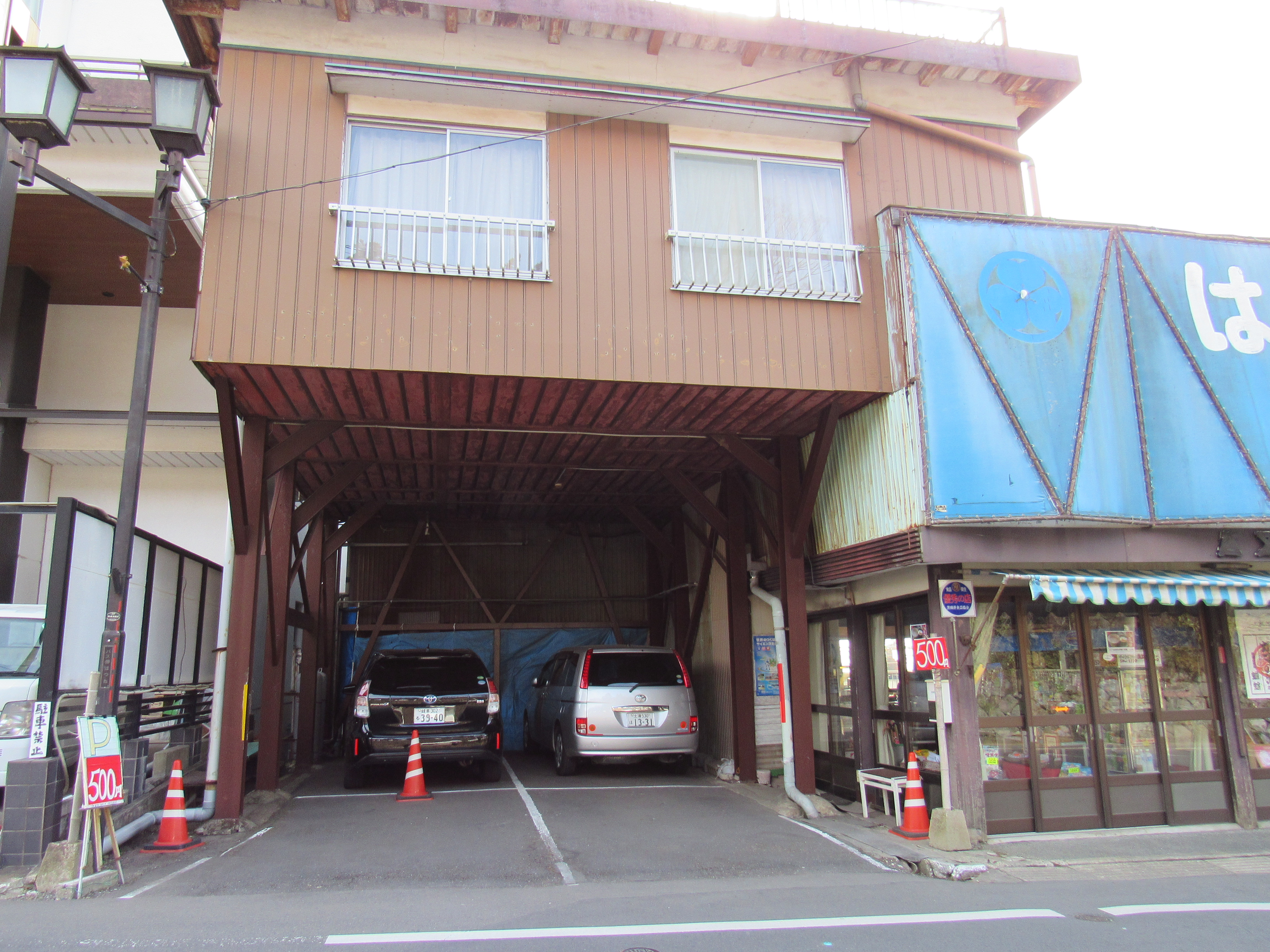
筑波神社前バス停跡

- 筑波山口 - 筑波神社前（2006年廃止）
20世紀初頭から、TX開業後の2006年まで運行されていた路線。1930年代には既に神社まで運行されていた。筑波鉄道の筑波駅（現・筑波山口）から筑波山中腹へ至るかつての主要ルートである。
西山（後の筑波山神社入口）から分岐して筑波山神社前まで乗り入れる短い枝線があり、つつじヶ丘系統よりも筑波山神社前系統に比重が置かれていた。筑波山神社前停留所は、筑波山神社拝殿に近い土産物店「はつね」に併設されたガレージ内であった。ここでは狭いスペースにバックで駐車する必要があったため、つくば北営業所所属のバスにのみバックアイカメラが搭載されていた。
1990年代頃は土浦方面の一般路線、東京方面の高速バスと接続して双方の乗客を乗せるため、満席（立席）になることも多かった。
- 筑波山口 - 筑波山神社入口 - つつじヶ丘（2011年廃止）
2006年に運行開始。2011年4月1日廃止。筑波山口 - 筑波山神社入口間の区間便とつつじが丘までの通し便があり、最大毎時2本運行でつつじヶ丘発着便は日中に毎時1本程度運行であった。筑波山シャトルが当初クローズドドアシステムであったことによる各停便の確保並びにつくバス北部シャトルとの接続を役割として棲み分けしてきたが、徐々に利用客が減少し、東日本大震災発生を機に運行を終了。筑波山中腹発着のバスは筑波山シャトルに一本化された。
- 筑波山口 - 筑波山神社入口（2014年廃止）
2012年4月6日に運行開始され、2014年廃止された。平日1往復のみ運行。休校日運休。神社入口行きは早朝に1便、筑波山口行きは夕方に1便。設置停留所は途中1ヶ所の計3ヶ所。

### 土浦駅 - 筑波山線
- 土浦駅 - つつじヶ丘（臨時）
- つつじヶ丘 → 土浦駅（廃止）

筑波鉄道筑波線の廃止後、土浦駅 - つつじヶ丘間で筑波山直行臨時バスが運行されていた時期があったが、「筑波山シャトルバス」運行開始後は運行されていない。また、つつじヶ丘発土浦駅行の1日1便のみの直通定期便が運行されていた時期もあったがこちらも廃止されている。

### 筑波山口 - つくばセンター線
- [61] 筑波山口 - 北条 - 小田 - 筑波大学西 - つくばセンター - 学園並木

2005年8月23日までは筑波高校前・北部工業団地入口経由で運行されていたが、2005年のつくばエクスプレス開業と同時に小田経由に経路変更。その後筑波山シャトル開業や、2006年4月のつくバス運行開始を境に乗客が減り、2007年10月1日のつくバス時刻改定と同時に廃止された。つくばエクスプレス開業後の一時期は、現・筑波山口の当時の停留所名であった「筑波山」の方向幕を掲げていて、観光客にも多く利用された。
関鉄パープルバスが下妻駅 - つくばセンター間の路線を開業させるまでは、つくばセンターと高エネルギー加速器研究機構や作岡地区（作谷）方面の移動にも本路線の筑波愛児園停留所（現・廃止）が利用されていた。筑波大学構内を走行し、同構内に停留所がある路線の一つでもあった。

### 岩瀬 - 筑波山口線

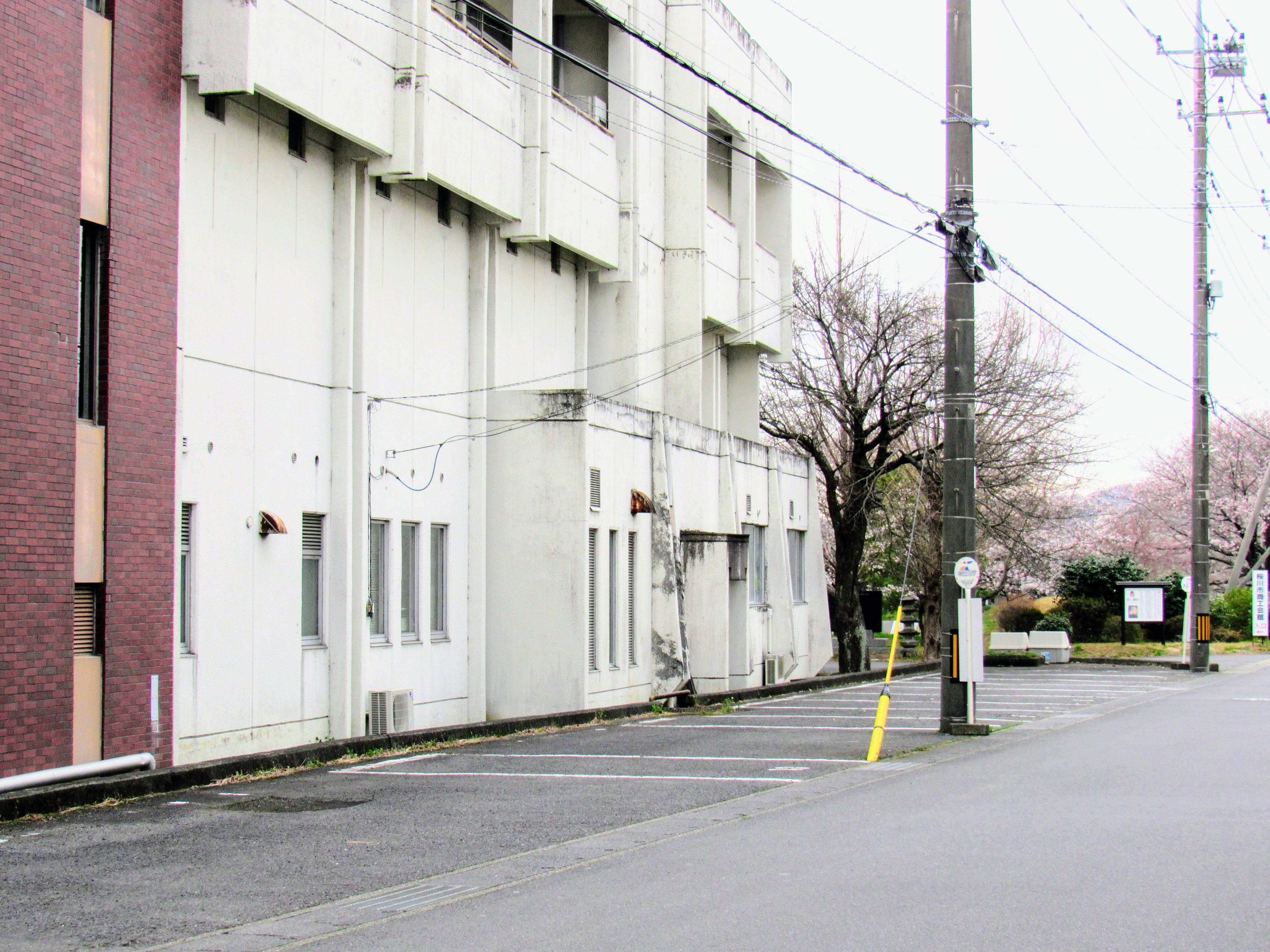
岩瀬中央公民館転回場

- 岩瀬中央公民館  - 岩瀬駅 - 真壁駅 - 筑波山口（廃止）

旧筑波線廃止に伴い、同線岩瀬駅 - 筑波駅間に沿うルートで運行されていた路線。
路線バス運行開始当時は、かつての鉄道線に沿うように岩瀬駅南側に設置された「岩瀬駅」停留所が発着地点であったが、1990年代前半に経路を変更、岩瀬駅停留所は市街地側である駅北側道路上に移設され（当時、現在の駅前広場は未整備）、終点も市街地内の岩瀬中央公民館となった。岩瀬中央公民館行きのバスの方向幕には「岩瀬駅」の文字が大書きにされ、下部に「（中央公民館）」が小さく付記されていた。なお末期は土曜日・休日全便運休であった。
2008年4月1日に岩瀬中央公民館 - 真壁駅間の路線廃止（最終運行は前日）。その後、真壁駅 - 筑波山口の路線も前述のように2011年に廃止された。この他に関鉄グリーンバスが2005年より1年半ほどつくばセンターと真壁駅・岩瀬駅を直通する岩瀬・真壁急行バスを運行していた時期があったものの廃止され、旧筑波線の北部は2011年から2016年までの5年間（岩瀬は2017年までの6年間）路線交通が途切れた状態であった。沿線の桜川市ではデマンドタクシーを筑波山口バスターミナルにて発着可能とし、同市内住民限定（事前登録制）の代替交通とした。2016年には桜川市・つくば市間広域連携バスを開始し、路線交通を回復させている。

### （土浦駅 - ）筑波山口 - 真壁駅

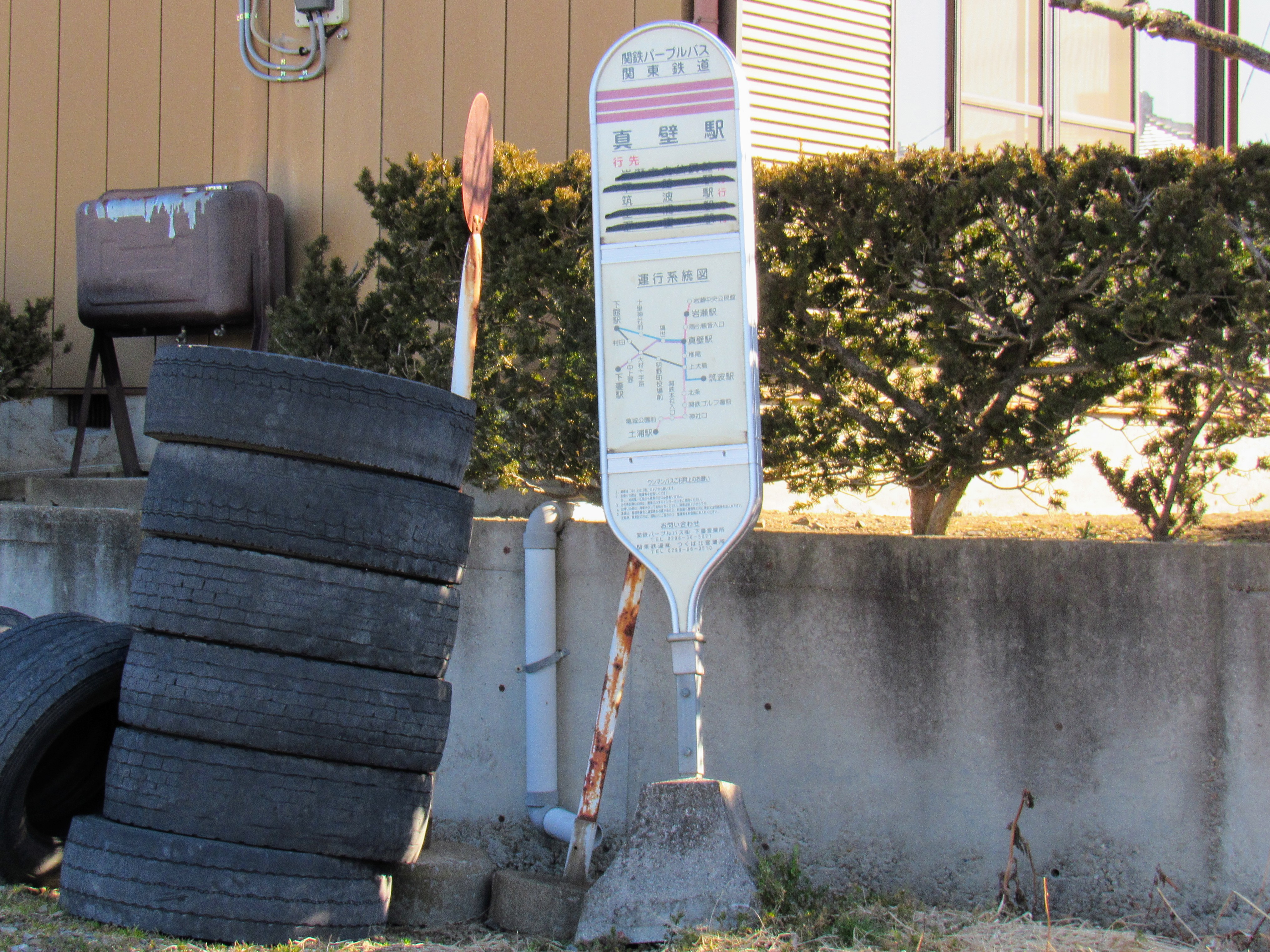
真壁駅で使用されたポール

かつては土浦駅 - 筑波山口のバスの一部便が、筑波山口 - 真壁駅間にも乗り入れていた。2011年3月31日限りで運行終了。廃止時点で筑波山口 - 真壁駅間は朝夕の1日2.5往復のみとなっていた。

### 高速バス（ニューつくばね号）
- 筑波山（筑波山口） - 筑波支所 - 国土地理院 - 農林団地中央 - 谷田部⇔上野駅・東京駅 （ニューつくばね号）：2006年（平成18年）9月30日限りで廃止

筑波山口 - 筑波山神社前の路線に乗り継ぐ事を想定しており、東京駅で配布していた時刻表にも筑波山神社前系統の時刻が併記されていた。

## 車両
いすゞ車が多く在籍する。以前乗り入れていた筑波神社前バス停（現在は廃止）付近が狭隘であり、バス停が土産物店・食堂「はつね」に造られた狭いガレージ内にあり、入れる車両が限られていたため、中型車の比率が高かったが、2001年に関鉄パープルバスへの一部路線移管や路線廃止に伴い、一般路線車の在籍両数が減少したことにより現在は大型、中型とも同程度の在籍数である。
近年は「つくバス」の運行開始等に伴い、コミュニティバス専用車の比率が高くなっている。

### 大型車
自社発注車、移籍車ともに在籍。
- いすゞ・エルガ − 筑波山シャトル車はメトロ窓、2列シート主体の郊外路線仕様
- 日野・ブルーリボンハイブリッド - 座席4席を撤去し自転車2台を輪行袋なしで積載できるように改造を行い、同年11月1日より「つくば霞ヶ浦りんりんサイクルバス」として運行している[5][6]。

### 中型車
自社発注車のみ在籍。
- いすゞ・エルガミオ − 一般路線用､つくバス用共に在籍。一部には自転車ラックが取り付けられ、北部シャトルにおいて、自転車積載サービスを実施している。
- 日野・ポンチョ - つくバス用

## 筑波山口（バスターミナル）

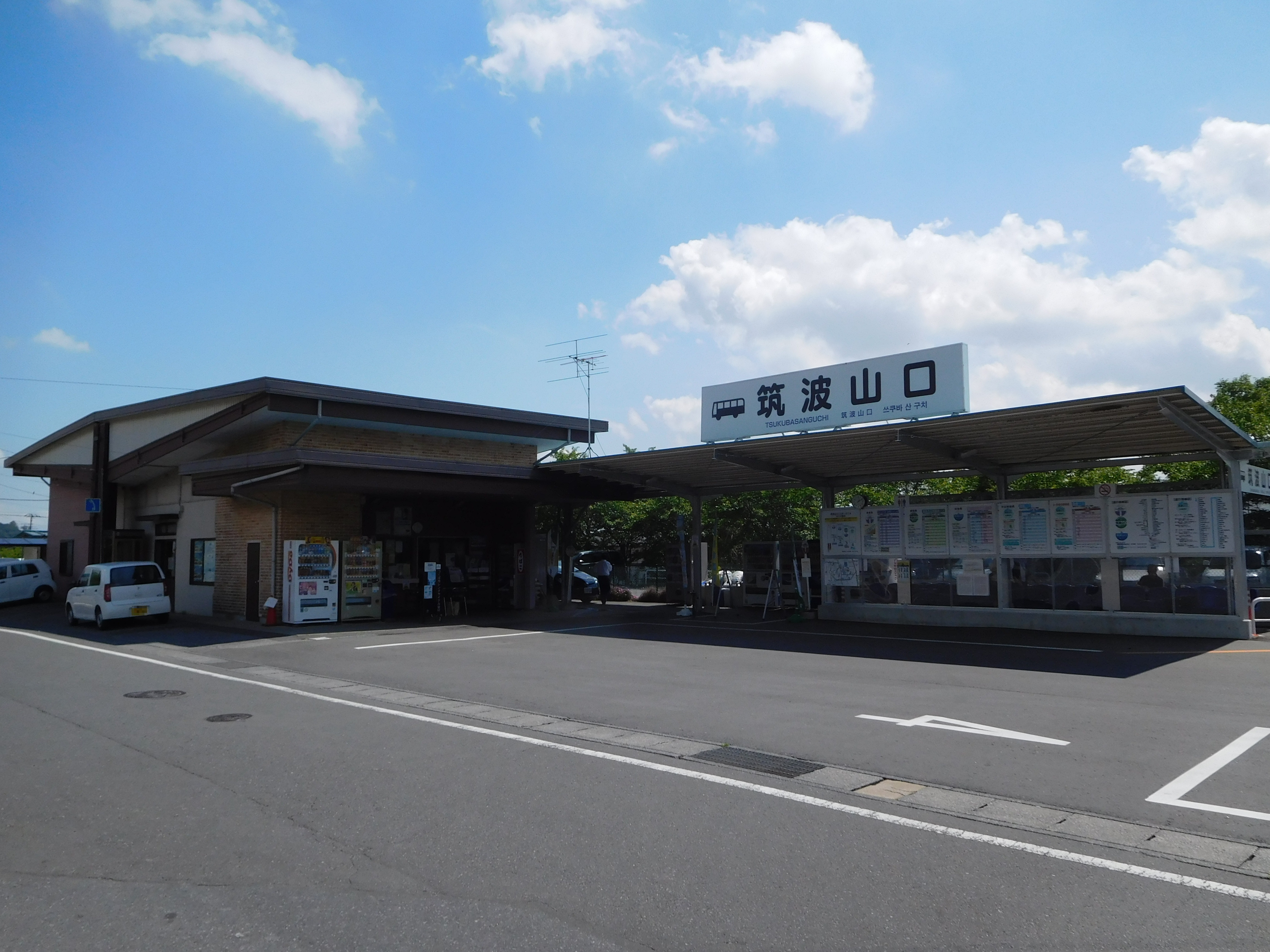
筑波山口（2018年5月）

筑波山口バスターミナル（つくばさんぐちバスターミナル）は、かつての筑波駅構内バス乗り場を引き続き使用したバスターミナルである。停留所名は筑波山口。
2005年12月9日までの停留所名は「筑波山」（つくばさん）、2005年8月23日までの停留所名は「筑波駅」（つくばえき）。
この短期の改称劇は、2005年8月24日のつくばエクスプレスつくば駅開業後、当停留所を経由しない「筑波山シャトルバス」も「筑波山行き」（地名としての筑波山）と案内されたため観光客などの混乱を招いたことによる。
高速バス「ニューつくばね号」（1991年4月1日 - 2006年9月30日）は一貫して「筑波山」停留所、のりのりバスは「旧筑波駅」（きゅうつくばえき）停留所を名乗っていた。

### ターミナル構造
駅舎は前述の通り改修の上、関東鉄道のバス営業所として使用されており、券売所の他、トイレや飲料の自動販売機などの設備がある。なお、廃止された筑波線の路盤は大部分が自転車道「つくば霞ヶ浦りんりんロード」に転用されており、付近の施設はその休憩所も兼ねている。2016年10月の広域連携バス（後述）の運行開始に合わせ乗り場周辺が一部整備され、駅舎外の屋根の付いたスペースにベンチが設置された。
鉄道駅時代から構内にタクシーのりばがあり、「関鉄土浦タクシー筑波山営業所」も置かれていたが、同営業所は2016年に撤退した。かつては鉄道と筑波山へ向かう路線バスの結節点であったが、現在バスターミナルから直接筑波山へ向かうバスは無く（筑波山シャトルバスを利用するためには「沼田」停留所まで徒歩連絡）、筑波山口という名前ではあるものの、広域連携バスを含む生活路線同士の結節点としての役割が強い。

### 乗り入れバス路線
関東鉄道
| 種別     | 主要経由地                   | 行先   | 運行会社              |
| -------- | ---------------------------- | ------ | --------------------- |
| 一般路線 | 北条・小田・藤沢・土浦一高前 | 土浦駅 | ■関東鉄道（つくば北） |

つくバス

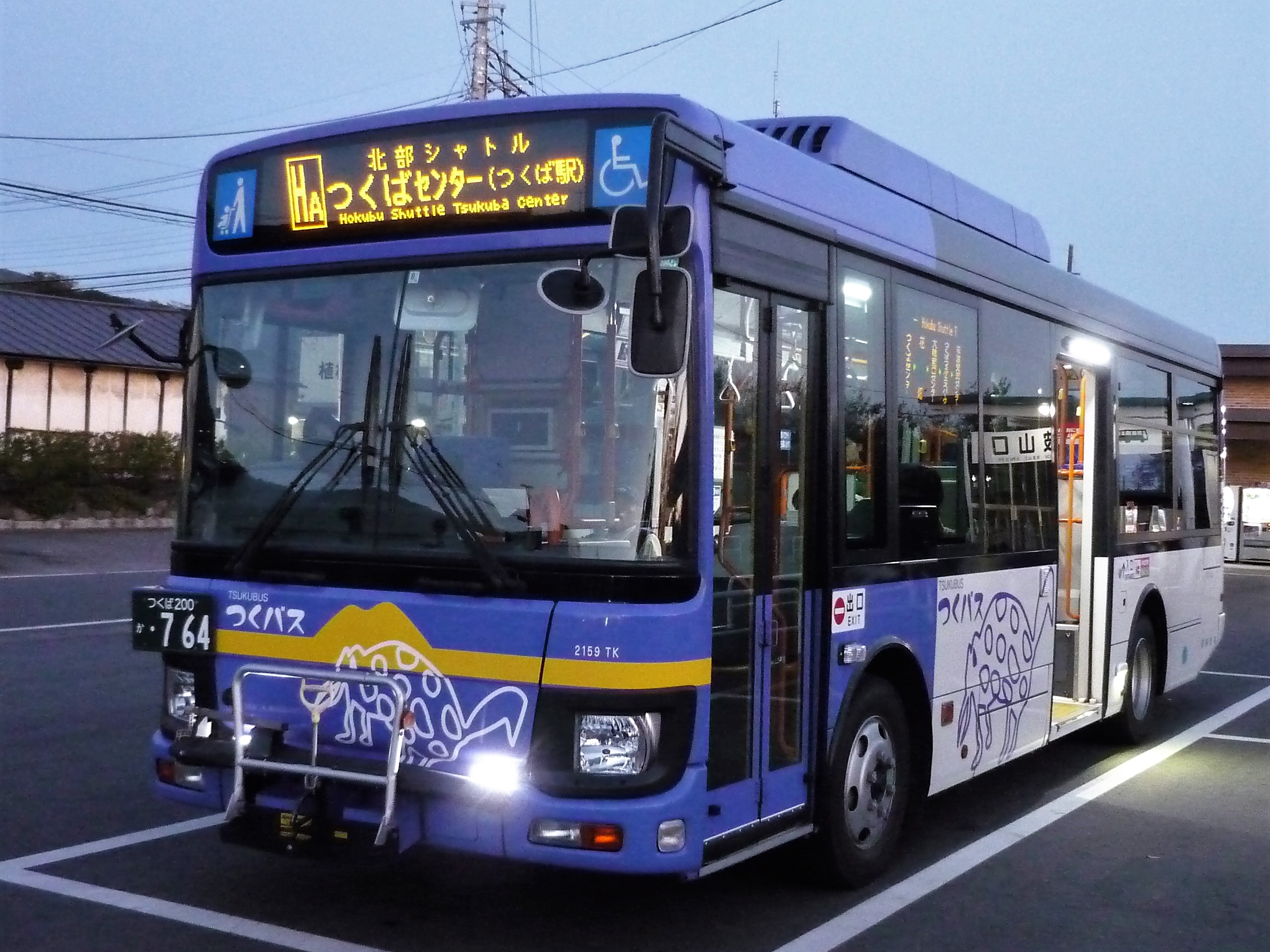
つくバス北部シャトル車両（2018年10月）

つくば市のコミュニティバス。関東鉄道が受託運行している。
| 種別     | 系統         | 系統番号 | 主要経由地                         | 行先                       | 運行会社              |
| -------- | ------------ | -------- | ---------------------------------- | -------------------------- | --------------------- |
| つくバス | 北部シャトル | HA       | 筑波交流センター・大穂窓口センター | つくばセンター（つくば駅） | ■関東鉄道（つくば北） |

広域連携バス
2016年10月1日から翌2017年3月31日まで、桜川市・筑西市が国の地方創生による交付金を活用する形で広域連携バスの実証実験運行の後、2017年10月より本格運行を開始している。
両路線とも上記の「つくバス」との間で乗継割引を行っている。
| 種別               | 主要経由地                             | 行先     | 運行会社                  |
| ------------------ | -------------------------------------- | -------- | ------------------------- |
| 桜川市バス         | 紫尾団地・真壁小学校・真壁庁舎・岩瀬駅 | 岩瀬庁舎 | ■関東鉄道（広域連携バス） |
| 筑西市広域連携バス | 明野支所                               | 下館駅   | ■関東鉄道（広域連携バス） |

上記2路線のうち真壁・岩瀬線は関東鉄道つくば北営業所が運行していた路線にほぼ沿う路線で、下館駅線は関鉄パープルバスが2008年まで運行していた路線と同じルートをとる。
筑波地区支線型バス「つくばね号」
| 種別       | 主要経由地     | 行先                 | 運行会社     |
| ---------- | -------------- | -------------------- | ------------ |
| つくばね号 | 筑波山神社入口 | 筑波ふれあいの里入口 | 新栄タクシー |
| つくばね号 | 北条仲町       | 筑波中央病院         | 新栄タクシー |

### 歴史

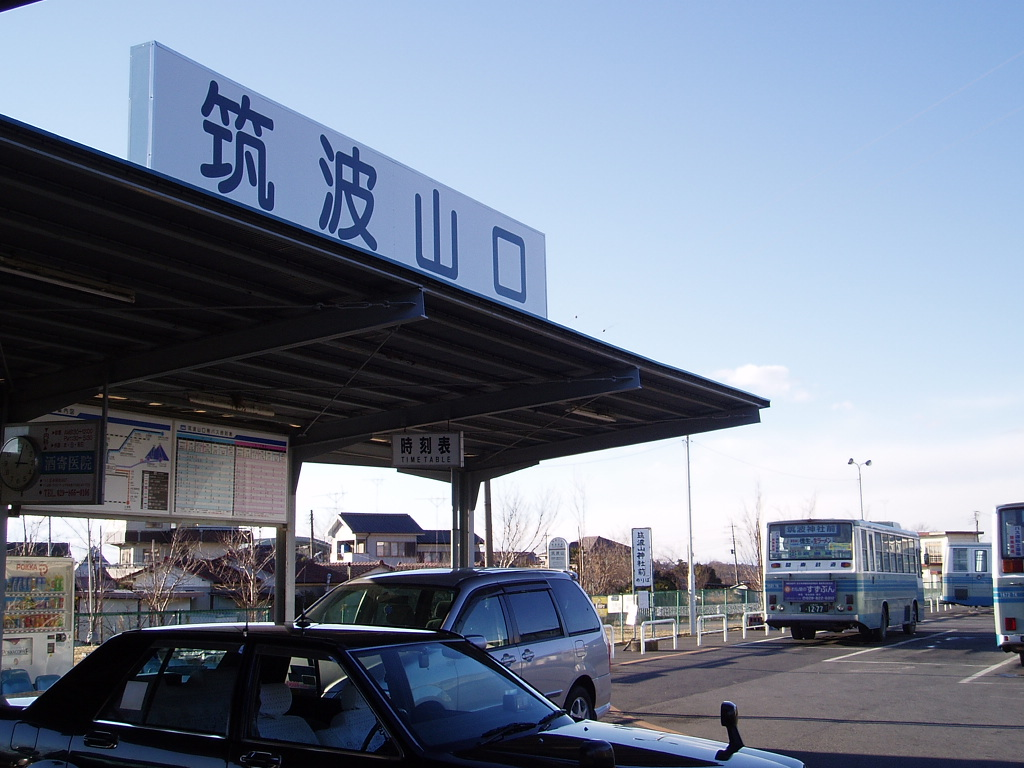
筑波山口（2006年1月）

- 1987年4月1日 - 筑波線の廃止に伴い筑波線代替バスの運行を開始。
- 1991年4月 - 東京を結ぶ高速バス「ニューつくばね号」運行開始。停留所名は「筑波山」とした。
- 2001年 - 関東鉄道の一部バス路線を関鉄パープルバスに移管
- 2005年
  - 8月24日 - 一般路線バスの停留所名を「筑波山」に改称。岩瀬・真壁急行バスの乗り入れ開始（関鉄グリーンバス）。
  - 12月10日 - 一般路線バスのバス停留所名を「筑波山口」に改称
- 2006年
  - 4月1日 - 「のりのりバス」を廃して「つくバス」運行開始、停留所名を「筑波山口」に改称。
  - 9月 - 「ニューつくばね号」運行終了。
  - 11月 - 紅葉渋滞対策で同月の休日に自治体によりパーク&バスライド事業実施、駐車場を無料で貸す。臨時レンタサイクル実施。
  - 関東鉄道 筑波山口−筑波神社前線が廃止。
- 2007年4月1日 - 岩瀬・真壁急行バス廃止[12]。レンタサイクル定期営業開始（ただし4月1日 - 11月30日の季節営業）。
- 2008年4月1日 - 関東鉄道の筑波線代替バス真壁駅−岩瀬間と、関鉄パープルバス筑波下館線廃止。JR水戸線の駅との接続が消滅。
- 2011年
  - 4月1日 - 「つくバス」の再編に伴い、地域循環が廃止される。
  - 関東鉄道 土浦駅−筑波山口−真壁駅線、筑波山口−筑波山神社入口−つつじヶ丘線が廃止
- 2016年10月1日 - 筑西市広域連携バス(筑波山口−下館駅北口)、桜川市広域連携バス(筑波山口−桜川市役所真壁庁舎)が運行開始[13]。8年半ぶりにJR水戸線との接続が復活する。広域連携バスの運行開始に合わせ乗り場周辺を整備。駅舎外の屋根の付きスペースにベンチを設置する。
- 2017年10月1日 - 桜川市バスが岩瀬駅方面へ延伸[14]
- 2019年4月1日 - 筑波地区支線型バスの実証実験を開始[15]。筑波山口から筑波山神社への定期路線バスが復活する。
- 2022年10月1日 - 筑波地区支線型バス「つくばね号」の運行を開始[16]